# Свалка (фильм, 2014)
«Свалка» или «Мусор» (англ. Trash) — приключенческая драма режиссёра Стивена Долдри, снятая по одноимённой книге британского писателя Энди Маллигана.
Премьера картины состоялась 7 октября 2014 года на Международном кинофестивале в Рио-де-Жанейро.

## Сюжет
Бразильский беспризорник Рафаэль зарабатывает на жизнь тем, что вместе с другими бедняками разгребает мусор на гигантской свалке Рио-де-Жанейро в поисках всего, что можно было бы продать. Его жизнь кардинально меняется в один момент, когда парень находит в мусоре старый потёртый бумажник. На первый взгляд, кроме денег, в нём нет ничего примечательного. Однако очень скоро за этой вещью начинают охотиться очень влиятельные и опасные люди, которые не остановятся ни перед чем для достижения своих целей. Рафаэль со своими друзьями Гардо и Габриэлем решает во что бы это не стало узнать, какую тайну скрывает его находка.

## В ролях
| Актёр                      | Роль               |
| -------------------------- | ------------------ |
| Риксон Тевес               | Рафаэль            |
| Эдуардо Луис               | Гардо              |
| Габриел Вайнштейн          | Габриэль («Крыса») |
| Селтон Мелу                | Фредерико Гонзага  |
| Вагнер Моура               | Жозе Анжело        |
| Руни Мара                  | Оливия             |
| Мартин Шин                 | отец Жулиард       |
| Нелсон Шавьер              | Джефферсон         |
| Андре Рамиру               | Марко              |
| Жезуита Барбоза            | Турк               |
| Мария Эдуарда Лима Ботельо | Пиа Анжело         |
| Жозе Дюмон                 | Карлос             |
| Даниел Зеттел              | партнёр Карлоса    |
| Степан Нерсесян            | Сантос             |
| Жизель Фроэс               | жена Сантоса       |
| Кристиан Аманпур           | камео              |

## Съемки
Основные съёмки стартовали 24 июля 2013 года, в Рио-де-Жанейро, Бразилия.

## Награды
| Год  | Награда                                | Номинация                       | Номинанты                                        | Результат |
| ---- | -------------------------------------- | ------------------------------- | ------------------------------------------------ | --------- |
| 2015 | BAFTA                                  | Лучший не англоязычный фильм    | Стивен Долдри Тим Беван Эрик Феллнер Крис Тайкир | Номинация |
| 2014 | Римский кинофестиваль                  | BNL People’s Choice Award: Gala | Стивен Долдри                                    | Победа    |
| 2014 | Римский кинофестиваль                  | 'Alice in the City' Award       | Стивен Долдри                                    | Победа    |
| 2014 | Camerimage                             | «Золотая лягушка»               | Адриано Гольдман                                 | Номинация |
| 2014 | Таллинский кинофестиваль «Тёмные ночи» | Лучший молодежный фильм         | Стивен Долдри                                    | Номинация |